# Аквавива д’Арагона, Джанджироламо II
Джанджироламо II Аквавива д'Арагона (итал. Giangirolamo II Acquaviva d'Aragona; 7 июля 1663, Джулианова — 14 августа 1709, Рим), 15-й герцог Атри и граф ди Джулианова — государственный и военный деятель Неаполитанского королевства.

## Биография
Сын Джозии III Аквавивы д’Арагоны, 14-го герцога Атри, и Франчески Караччоло.
В 1684 году продал семейству Спинелли Савелли владение Пальми, а в 1692 году маркизат Арену дому Караччоло.
По словам Помпео Литты, обладал незаурядной памятью и, приложив немало усилий, стал весьма образованным человеком. Преуспел в занятиях изящной словесностью и, в частности, поэзией. При учреждении римской Аркадии в 1691 году стал её членом под именем Идальмо Тригонио. Джованни Крешимбени опубликовал четыре его стихотворения в 1717 году в сборнике Rime degli Arcadi и ещё четыре были изданы в стихотворном сборнике в 1723 году.
В 1700 году, после пресечения династии испанских Габсбургов, использовал своё богатство и влияние для поддержки герцога Анжуйского, ставшего королём Испании и Неаполя (двумя с половиной столетиями ранее его семья была на стороне Второй Анжуйской династии).
В 1701 году был назначен генеральным викарием обеих провинций Абруцци. Прибывший в 1702 году в Неаполь Филипп V назначил герцога генерал-сержантом баталии и 1 июня пожаловал в рыцари ордена Золотого руна, собственноручно передав ему орденскую цепь. В 1703 году Джанджироламо был возведён в достоинство гранда Испании.
В 1706 году Евгений Савойский изгнал французов из Северной Италии, после чего граф фон Даун был отправлен на завоевание Неаполитанского королевства. Имперские войска вошли через Сору и вскоре двинулись на столицу. Граф фон Валлис был послан атаковать Абруцци. Джанджироламо пытался защищать провинции, но местное ополчение было плохо обучено и малодисциплинировано, а население городов считало сопротивление бесполезным и быстро открывало ворота победителям. Герцог заперся в Пескаре, осада которой продолжалась с 15 июля по 12 сентября 1707. 27 августа австрийцы потребовали сдачи, но условия Дауна не были приняты и сопротивление продолжалось до тех пор, пока не договорились о почётных условиях, на которых гарнизон покинул крепость 14 сентября.
Маркиз дель Васто пытался привлечь Аквавиву на сторону Карла III, но герцог заявил, что останется верен Филиппу, и предложил Авалосу вместо недостойных попыток соблазнения вспомнить о славе своих предков. Земли Джанджулиано были конфискованы, а его дворцы в Атри и Джулианове разграблены. Самого герцога переправили на немецком судне из Пескары в Асколи в Анконской марке, откуда он перебрался к своему брату кардиналу Франческо в Рим, где и умер в 1709 году, по выражению Помпео Литты, в изгнании и бедности, но с честью.

## Семья
1-я жена (01.1682): Лавиния Людовизи (1659—31.12.1682), дочь Никколо I Людовизи, 1-го герцога ди Фьяно и суверенного князя Пьомбино, и Костанцы Памфили
2-я жена (27.05.1683): Элеонора Спинелли (21.11.1660—23.04.1711), дочь Трояно Спинелли, 4-го князя ди Оливето и 5-го герцога д'Аквара, и Марии де Карденас
Дети:
- Джозия IV (ум. 6.02.1710), 16-й герцог Атри, 1-й маркиз ди Джулианова
- Коломба, монахиня в монастыре Сан-Пьетро в Атри (1701)
- Марианна, монахиня в монастыре Сан-Пьетро в Атри (1704)
- Трояно (20.02.1689—21.03.1747), епископ Монреале, кардинал
- Доменико (ум. 25.01.1745), 17-й герцог Атри.
- Клаудия, монахиня в монастыре Воплощения в Риме
- Родольфо (24.01.1697—1755), 19-й герцог Атри. Жена (23.01.1742): Лаура Сальвиати (11.08.1725—31.10.1802), дочь Джован Винченцо Сальвиати, 4-го герцога ди Джулиано, и принцессы Анны Марии Бонкомпаньи ди Пьомбино
- Лавиния, монахиня в монастыре Санта-Мария-Донна-Реджина в Неаполе (1718)
- Фореста, монахиня в монастыре Санта-Мария-Донна-Реджина в Неаполе (1720)
- Мария Анджела, монахиня в монастыре Санта-Мария-Донна-Реджина в Неаполе (1721)
- Изабелла (4.08.1703—14.08.1760), 20-я герцогиня Атри (1755). Муж (1727): Филиппо Строцци, 2-й князь ди Форано, 3-й герцог ди Баньоло